# NGC 3837
NGC 3837 é uma galáxia elíptica (E) localizada na direcção da constelação de Leo. Possui uma declinação de +19° 53' 41" e uma ascensão recta de 11 horas, 43 minutos e 56,6 segundos.
A galáxia NGC 3837 foi descoberta em 26 de Abril de 1785 por William Herschel.